# Spilosoma echo
Spilosoma echo är en fjärilsart som beskrevs av Rothschild 1910. Spilosoma echo ingår i släktet Spilosoma och familjen björnspinnare. Inga underarter finns listade i Catalogue of Life.